# Alfenus
Alfenus is een geslacht van spinnen uit de familie springspinnen (Salticidae).

## Soorten
De volgende soorten zijn bij het geslacht ingedeeld:
- Alfenus calamistratus Simon, 1902
- Alfenus chrysophaeus Simon, 1903